# Lekkoatletyka na Igrzyskach Południowego Pacyfiku 1966
Lekkoatletyka na Igrzyskach Południowego Pacyfiku 1966 – zawody lekkoatletyczne podczas Igrzysk Południowego Pacyfiku w Numei.

## Rezultaty

### Mężczyźni
| Konkurencja                        |                                                                       | Wynik      |                                                                                       | Wynik      |                                                                                    | Wynik   |
| ---------------------------------- | --------------------------------------------------------------------- | ---------- | ------------------------------------------------------------------------------------- | ---------- | ---------------------------------------------------------------------------------- | ------- |
| Bieg na 100 metrów                 | Jacques Pothin                                                        | 11,2/11,29 | Aphmelody Kaumatua                                                                    | 11,3       | Kalivate Cavuilati                                                                 | 11,5    |
| Bieg na 200 metrów                 | Jean Bourne                                                           | 22,4/22,52 | Bruce Richter                                                                         | 22,6       | Sitiveni Moceidreke                                                                | 22,8    |
| Bieg na 400 metrów                 | Didier Lacabanne                                                      | 50,2       | Damian Midi                                                                           | 50,9       | Lasarusa Waqa                                                                      | 51,3    |
| Bieg na 800 metrów                 | Ellia Humuni                                                          | 2:00,5     | William Wellbourne                                                                    | 2:00,8     | Osea Malamala                                                                      | 2:02,4  |
| Bieg na 1500 metrów                | Tony Bowditch                                                         | 4:07,9     | Peceli Tuinakauvadra                                                                  | 4:08,7     | Kalivate Raciri                                                                    | 4:08,9  |
| Bieg na 5000 metrów                | Robert Morgan-Morris                                                  | 15:44,8    | Danny Schuster                                                                        | 16:19,1    | Livingstone Tabua                                                                  | 16:23,7 |
| Bieg na 10 000 metrów              | Robert Morgan-Morris                                                  | 33:04,6    | Usaia Sotutu                                                                          | 33:24,7    | Julien Gohe                                                                        | 34:19.2 |
| Bieg na 3000 metrów z przeszkodami | Usaia Sotutu                                                          | 9:59,2     | Tony Bowditch                                                                         | 10:01,0    | Michel Guepy                                                                       | 10:08,8 |
| Bieg na 110 metrów przez płotki    | Penisimani Tuipulotu                                                  | 15,3       | Charles Tétaria                                                                       | 15,6       | Marcel Blameble                                                                    | 16,1    |
| Bieg na 400 metrów przez płotki    | Marcel Blameble                                                       | 54,7       | William Wellbourne                                                                    | 56,0       | Honoré Iwa                                                                         | 56,9    |
| Skok wzwyż                         | Jean Salmon                                                           | 1,90       | Alexandre Léontieff-Téahu                                                             | 1,90       | Ludovico Manuafina                                                                 | 1,86    |
| Skok o tyczce                      | Bernard Balastre                                                      | 4,15       | Stanley Drollet                                                                       | 4,10       | Yannick Bonnet de Larbogne                                                         | 4,10    |
| Skok w dal                         | Charles Tétaria                                                       | 7,31       | Jacques Pothin                                                                        | 7,14       | Jone Lesumaiuma                                                                    | 7,08    |
| Trójskok                           | Christian Kaddour                                                     | 14,70      | (SAL) Georges Lepping                                                                 | 14,21      | (SAL) Vincent Biri                                                                 | 13,97   |
| Pchnięcie kulą                     | Arnjolt Beer                                                          | 15,82      | Martial Bone                                                                          | 14,72      | Adonio Tokawa                                                                      | 14,02   |
| Rzut dyskiem                       | Mesulame Rakuro                                                       | 45,12      | Arnjolt Beer                                                                          | 44,68      | Henri Wetta                                                                        | 40,06   |
| Rzut młotem                        | Henri Wetta                                                           | 38,58      | James Deane                                                                           | 37,86      | Martial Bone                                                                       | 35,70   |
| Rzut oszczepem                     | Petelo Wakalina                                                       | 69,14      | William Liga                                                                          | 66,30      | Unango Watha                                                                       | 59,34   |
| Sztafeta 4 × 100 metrów            | Placid Walekwate Aphmeledy Kaumatua Silas Tita Bruce Richter          | 43,0/42,80 | Fidżi · Kalivate Cavuilati · Roy Thomas · Jone Lesu · Rupeni Ravonu                   | 43,0/42,81 | Polinezja Francuska · Marcel Thunot · Charles Tetaria · Anatole Teai · Jean Bourne | 43,7    |
| Sztafeta 4 × 400 metrów            | Fidżi · Amani Racule · Osea Malamala · Lasarusa Waqa · Saimoni Tamani | 3:24,08    | Nowa Kaledonia · Honore Iwa · Alexandre Yekawéné · Marcel Blaméble · Didier Lacabanne | 3:27,27    | Eliab Wuate Peter Tavip William Wellbourne Damien Midi                             | 3:27,27 |

### Kobiety
| Konkurencja                    |                                                                     | Wynik      |                                                                                           | Wynik  |                                                     | Wynik  |
| ------------------------------ | ------------------------------------------------------------------- | ---------- | ----------------------------------------------------------------------------------------- | ------ | --------------------------------------------------- | ------ |
| Bieg na 100 metrów             | Torika Varo                                                         | 12,87      | Ana Ramacake                                                                              | 13,12  | Naomi Taraingal                                     | 13,34  |
| Bieg na 200 metrów             | Torika Varo                                                         | 25,3/25,52 | Ana Ramacake                                                                              | 26,5   | Monique Lacombe                                     | 26,8   |
| Bieg na 400 metrów             | Iona Mitchell                                                       | 62,8/62,88 | Géraldine Bigourd                                                                         | 63,0   | Madeleine Frebault                                  | 63,6   |
| Bieg na 800 metrów             | Sulueti Macuku                                                      | 2:25,2     | Bernadette Namal                                                                          | 2:25,5 | Géraldine Bigourd                                   | 2:26,7 |
| Bieg na 80 metrów przez płotki | Shirley Heffernan                                                   | 12,86      | Lois Lax                                                                                  | 12,88  | Yvonne Ukeiwe                                       | 12,92  |
| Skok wzwyż                     | Annemarie Vakoume                                                   | 1,52       | Eleanor Phillips                                                                          | 1,52   | Lauria Meindu                                       | 1,47   |
| Skok w dal                     | Ana Ramacake                                                        | 5,51       | Yolande Temeharo                                                                          | 5,42   | Torika Varo                                         | 4,78   |
| Pchnięcie kulą                 | Akisi Naimotu                                                       | 12,17      | Marie-Claude Wetta                                                                        | 11,81  | Losaline Fakaʻata                                   | 11,46  |
| Rzut dyskiem                   | Lois Lax                                                            | 42,32      | Merewai Turukawa                                                                          | 35,38  | Claude Maitere                                      | 34,32  |
| Rzut oszczepem                 | Evelyne Poa-Matha                                                   | 40,40      | Sophie Kamen-Milot                                                                        | 40,10  | Natalia Tufele                                      | 36,68  |
| Sztafeta 4 × 100 metrów        | Fidżi · Ulamila Toroki · Torika Varo · Iona Mitchell · Ana Ramacake | 49,6       | Nowa Kaledonia · Monique Lacombe · Arlette Kopoui · Eseta Deuwi Arii · Annemarie Benjamin | 50,5   | Meriba Wika Naomi Taraingal Delilah Exon Navo Anisa | 52,9   |